# 植田千尋
植田千尋（日语：／ Ueda Chihiro，2月28日—），日本女性配音員。出身於大阪府。Crazy Box所屬。

## 來歷
日本播音演技研究所畢業。
於首部主演電視動畫《傀儡馬戲團》主角才賀勝配音出道。

## 人物
方言：大阪方言。資格：英語檢定3級、機車駕照。興趣：飲酒、卡拉OK。特長：插圖、顏藝。
上面提到於《傀儡馬戲團》主角才賀勝的試鏡會上通過時，她說這是一部相當重要的出道作品。並表示「我自己也忍不住期待有強大動作場面和眾多名場面居然動畫化了！對人的愛和活下去的重要性。無論如何，這是一部能感受到很多『情懷』的作品」。

## 演出
粗體字表示主要角色。

### 電視動畫
2018年
- 傀儡馬戲團（2018年—2019年，才賀勝[5]）

2019年
- 狂賭之淵××（辣妹學生、辣妹學生A）
- 流汗吧！健身少女（少年）

2020年
- 寶可夢 旅途（2020年—2022年，宗太）
- Z/X Code reunion（青之組織）
- 噴嚏大魔王2020（小學生）
- 攀岩！ -Sport Climbing Girls-（藤田真澄[6]）
- 咒術迴戰（麵包店店員）

2021年
- 死神少爺與黑女僕（小孩B）

2022年
- 東京喵喵NEW～♡（2022年—2023年，女觀眾、廣播、女學生）2系列[注 1]
- Extreme Hearts（藤澤WINGS投手）
- IDOLiSH7 Third BEAT!（女大學生B）
- 因為是反派大小姐所以養了魔王（學生）
- 書蟲公主（夫人、賽納斯商會）

2024年
- 通靈王FLOWERS（娜馬哈[7]）
- 卡片鬥爭!! 先導者 Divinez（小孩）
- 青春之箱（2024年—2025年，社員）

2025年
- 異修羅（小孩）

### 遊戲
2018年
- 黑色沙漠MOBILE（傑倫布、無臉貝提爾）
- 白貓Project（神鳥ベズトリフェニル、雷吉娜[8]）

2019年
- Alteil NEO（普裡姆洛斯、卡桑德拉、萬德拉、厄勒薇、艾利西亞[9]、羅澤）
- 妖怪手錶 噗尼噗尼（日语：妖怪ウォッチ ぷにぷに）（才賀勝）
- 怪物彈珠（2019年—2024年，磐長姬[10]、源為朝[10]）
- MT:EPIC ORDERS（爆姊、伊娃）
- SEVEN's CODE（片桐未蕾）
- 黑騎士與白魔王（艾爾維達）

2020年
- 幻獸契約Cryptract（日语：幻獣契約クリプトラクト）（洛爾、西里斯）
- 毘盧遮那戰姬 ～源平飛花夢想～（重衡〈幼少時期〉、小孩、京之民眾）
- 棒球明星夢（迪翁）

2021年
- 偶像大師 SideM GROWING STARS（日语：アイドルマスター SideM GROWING STARS）（天道輝〈幼少時期〉[11]）
- 閃耀暖暖
- A3！（攝津萬里的姊姊）
- 最終幻想XIV（馬特莎）

### 電影
- 武動乾坤：涅槃神石

#### 電視影集
- 巴巴亞加：黑暗森林的恐怖（英语：Baba Yaga: Terror of the Dark Forest）（達夏的母親、賽塔）
- 鬼作秀 (第1季)（英语：Creepshow (TV series)）

### 數位漫畫
- P與JK（2017年，佐賀野薰 等）
- 無敵的天藍色（2023年，吉川律（少年） 等）[12]

### 廣播節目
※記號表示網路廣播。
- 傀儡馬戲團RADIO 仲町馬戲團團員募集中！（2018年—2019年，音泉）※[13]

### 旁白
- 受歡迎男和好奇女子（日语：幸せ追求バラエティ 金曜日の聞きたい女たち）
- 世界上最想上的課（日语：世界一受けたい授業）
- 移居世界秘境日本人好吃驚（日语：世界の村で発見!こんなところに日本人）
- 志村健與所喬治的正月激戰2019（日语：志村&所の戦うお正月）

### 舞台
- （2019年）

## 腳註

## 外部連結
- 植田千尋｜Crazy Box （日語）